# Ciclismo ai Giochi della XXXIII Olimpiade - Velocità femminile
Le gare di velocità femminile ai Giochi della XXXIII Olimpiade di Parigi si sono svolte dal 9 all'11 agosto 2024 presso il Velodromo di Saint-Quentin-en-Yvelines di Montigny-le-Bretonneux. Alla competizione hanno preso parte 26 atlete in rappresentanza di 16 nazioni.
La pistard neozelandese Ellesse Andrews ha vinto la competizione aggiudicandosi la medaglia d'oro, mentre la tedesca Lea Friedrich e la britannica Emma Finucane hanno ottenuto rispettivamente la medaglia d'argento e di bronzo.

## Qualificazioni
Per le gare di ciclismo su pista delle Olimpiadi di Parigi 2024 erano disponibili 190 posti, con una egual divisione tra uomini e donne. Ogni CON aveva la possibilità di far qualificare un massimo di quattordici atleti, con una specifica divisione in base al tipo di evento.
Tutte le quote sono state attribuite sulla base dei punteggi ottenuti nell'UCI Track Olympic Ranking nel periodo 2022-2024. La classifica UCI Track Olympic 2022-2024 sarà data dal totale dei punti guadagnati nelle ultime due edizioni dei rispettivi Campionati Continentali, negli UCI Track Nations Cup nelle stagioni 2023 e 2024 e ai Campionati Mondiali su pista UCI del 2023.

## Formato di gara e regolamento
Le gare di velocità femminile sono composte da un turno di qualificazione seguito da una serie di turni a eliminazione diretta e successivi ripescaggi.
Al turno di qualificazione, ogni ciclista, a turno, effettua tre giri di pista e il tempo viene calcolato sul giro finale. Le prime 24 migliori cicliste proseguono ai trentaduesimi di finale, le restanti vengono eliminate dalla competizione.
I turni che seguono le qualificazioni sono organizzati come segue:
- Trentaduesimi di finale: le 24 cicliste qualificate vengono suddivise in 12 batterie da due cicliste ciascuna, nelle quali si sfidano per ottenere il tempo migliore. Le posizioni di partenza sono stabilite dalle prestazioni registrate nel turno di qualificazione, con la ciclista più veloce che si sfida con la 24ª, la seconda con la 23ª e così via. Le vincitrici proseguono ai sedicesimi di finale, mentre le restanti proseguono con i ripescaggi.
- Trentaduesimi di finale - Ripescaggi: le 12 cicliste sconfitte ai trentaduesimi di finale vengono suddivise in 4 batterie da tre cicliste ciascuna. Le cicliste più veloci di ogni batteria proseguono ai sedicesimi di finale, mentre le restanti vengono eliminate dalla competizione.
- Sedicesimi di finale: le 12 vincitrici dei trentaduesimi di finale e le quattro vincitrici dei ripescaggi vengono suddivise in 8 batterie da due cicliste ciascuna. Le più veloci di ogni batteria proseguono agli ottavi di finale, mentre le restanti accedono ai ripescaggi.
- Sedicesimi di finale - Ripescaggi: le 8 cicliste sconfitte ai sedicesimi di finale vengono suddivise in 4 batterie da due cicliste ciascuna. Le cicliste più veloci di ogni batteria proseguono agli ottavi di finale, mentre le restanti vengono eliminate dalla competizione.
- Ottavi di finale: le 8 vincitrici dei sedicesimi di finale e le quattro vincitrici dei ripescaggi vengono suddivise in 6 batterie da due cicliste ciascuna. Le più veloci di ogni batteria proseguono ai quarti di finale, mentre le restanti accedono ai ripescaggi.
- Ottavi di finale - Ripescaggi: le 6 cicliste sconfitte agli ottavi vengono suddivise in 2 batterie da tre cicliste ciascuna. Le cicliste più veloci di ogni batteria proseguono ai quarti di finale, mentre le restanti vengono eliminate dalle competizione.
- Quarti di finale: le 6 vincitrici degli ottavi e le due vincitrici dei ripescaggi vengono suddivise in 4 batterie da due cicliste ciascuna. Le quattro vincitrici di ogni batteria proseguono alle semifinali, mentre le restanti accedono alla finale per il piazzamento dal 5º all'8º posto.
- Finali 5º-8º posto: le quattro cicliste sconfitte ai quarti si sfidano in una gara di velocità, determinando le posizioni in classifica in base al tempo registrato.
- Semifinali e finali: le quattro vincitrici dei quarti di finale vengono suddivise in 2 batterie da due cicliste ciascuna. Le più veloci di ogni batteria accedono alla finale per la medaglia d'oro, mentre le restanti due si batteranno per la medaglia di bronzo.

## Record
Prima della competizione il record del mondo e il record olimpico erano i seguenti:
| Record qualificazioni | Record qualificazioni | Record qualificazioni  | Record qualificazioni                |
| --------------------- | --------------------- | ---------------------- | ------------------------------------ |
| Record mondiale       | 10"154                | Kelsey Mitchell Canada | 4 settembre 2019 Cochabamba, Bolivia |
| Record olimpico       | 10"310                | Lea Friedrich Germania | 6 agosto 2021 Tokyo, Giappone        |

## Programma
| Data           | Ora (UTC+2)                               | Turno |
| -------------- | ----------------------------------------- | --- |
| 9 agosto 2024  | 12:45 14:30 15:30 17:30 18:42 19:38 20:14 | Qualificazioni Trentaduesimi Trentaduesimi ripescaggi Sedicesimi Sedicesimi ripescaggi Ottavi Ottavi ripescaggi |
| 10 agosto 2024 | 18:01 20:04                               | Quarti di finale Finali 5–8                                                                                     |
| 11 agosto 2024 | 14:41 18:00                               | Semifinali Finali                                                                                               |
| Fonte:         |                                           | |

## Risultati

### Qualificazioni
| Pos.   | Atleta                       | Nazione       | Tempo  | Gap    | Note   |
| ------ | ---------------------------- | ------------- | ------ | ------ | ------ |
| 1      | Lea Friedrich                | Germania      | 10"029 |        | Q,     |
| 2      | Emma Finucane                | Gran Bretagna | 10"067 | +0"038 | Q      |
| 3      | Ellesse Andrews              | Nuova Zelanda | 10"108 | +0"079 | Q      |
| 4      | Sophie Capewell              | Gran Bretagna | 10"132 | +0"103 | Q      |
| 5      | Mathilde Gros                | Francia       | 10"182 | +0"153 | Q      |
| 6      | Emma Hinze                   | Germania      | 10"198 | +0"169 | Q      |
| 7      | Mina Sato                    | Giappone      | 10"257 | +0"228 | Q      |
| 8      | Hetty van de Wouw            | Paesi Bassi   | 10"263 | +0"234 | Q      |
| 9      | Shaane Fulton                | Nuova Zelanda | 10"281 | +0"252 | Q      |
| 10     | Kelsey Mitchell              | Canada        | 10"285 | +0"256 | Q      |
| 11     | Kristina Clonan              | Australia     | 10"310 | +0"281 | Q      |
| 12     | Lauriane Genest              | Canada        | 10"310 | +0"281 | Q      |
| 13     | Martha Bayona                | Colombia      | 10"411 | +0"382 | Q      |
| 14     | Steffie van der Peet         | Paesi Bassi   | 10"479 | +0"450 | Q      |
| 15     | Stefany Cuadrado             | Colombia      | 10"508 | +0"479 | Q, WJR |
| 16     | Miriam Vece                  | Italia        | 10"560 | +0"531 | Q      |
| 17     | Daniela Gaxiola              | Messico       | 10"581 | +0"552 | Q      |
| 18     | Taky Marie-Divine Kouamé     | Francia       | 10"634 | +0"605 | Q      |
| 19     | Yuli Verdugo                 | Messico       | 10"637 | +0"608 | Q      |
| 20     | Riyu Ohta                    | Giappone      | 10"659 | +0"632 | Q      |
| 21     | Nurul Izzah Izzati Mohd Asri | Malaysia      | 10"709 | +0"680 | Q      |
| 22     | Bao Shanju                   | Cina          | 10"744 | +0"715 | Q      |
| 23     | Marlena Karwacka             | Polonia       | 10"758 | +0"729 | Q      |
| 24     | Julie Nicolaes               | Belgio        | 10"809 | +0"780 | Q      |
| 25     | Nikola Sibiak                | Polonia       | 10"945 | +0"916 |        |
| 26     | Sara Fiorin                  | Italia        | 11"085 | +1"056 |        |
| 27     | Chloe Moran                  | Australia     | 11"112 | +1"083 |        |
| 28     | Ese Ukpeseraye               | Nigeria       | 11"652 | +1"623 |        |
| —      | Yuan Liying                  | Cina          | DNS    | DNS    | DNS    |
| —      | Nicky Degrendele             | Belgio        | DNS    | DNS    | DNS    |
| Fonte: |                              |               |        |        |        |

### Trentaduesimi di finale
| Batteria | Pos. | Atleta                       | Nazione       | Gap    | Note |
| -------- | ---- | ---------------------------- | ------------- | ------ | ---- |
| 1        | 1    | Lea Friedrich                | Germania      | X      | Q    |
| 1        | 2    | Julie Nicolaes               | Belgio        | +1"015 | R    |
| 2        | 1    | Emma Finucane                | Gran Bretagna | X      | Q    |
| 2        | 2    | Marlena Karwacka             | Polonia       | +0"632 | R    |
| 3        | 1    | Ellesse Andrews              | Nuova Zelanda | X      | Q    |
| 3        | 2    | Bao Shanju                   | Cina          | +0"312 | R    |
| 4        | 1    | Sophie Capewell              | Gran Bretagna | X      | Q    |
| 4        | 2    | Nurul Izzah Izzati Mohd Asri | Malaysia      | +0"081 | R    |
| 5        | 1    | Mathilde Gros                | Francia       | X      | Q    |
| 5        | 2    | Riyu Ohta                    | Giappone      | +0"201 | R    |
| 6        | 1    | Emma Hinze                   | Germania      | X      | Q    |
| 6        | 2    | Yuli Verdugo                 | Messico       | +0"119 | R    |
| 7        | 1    | Mina Sato                    | Giappone      | X      | Q    |
| 7        | 2    | Taky Marie-Divine Kouamé     | Francia       | +0"112 | R    |
| 8        | 1    | Hetty van de Wouw            | Paesi Bassi   | X      | Q    |
| 8        | 2    | Daniela Gaxiola              | Messico       | +0"187 | R    |
| 9        | 1    | Shaane Fulton                | Nuova Zelanda | X      | Q    |
| 9        | 2    | Miriam Vece                  | Italia        | +0"250 | R    |
| 10       | 1    | Kelsey Mitchell              | Canada        | X      | Q    |
| 10       | 2    | Stefany Cuadrado             | Colombia      | +0"378 | R    |
| 11       | 1    | Kristina Clonan              | Australia     | X      | Q    |
| 11       | 2    | Steffie van der Peet         | Paesi Bassi   | +0"100 | R    |
| 12       | 1    | Martha Bayona                | Colombia      | X      | Q    |
| 12       | 2    | Lauriane Genest              | Canada        | +0"064 | R    |
| Fonte:   |      |                              |               |        |      |

### Trentaduesimi di finale - Ripescaggi
| Batteria | Pos. | Atleta                       | Nazione     | Gap    | Note |
| -------- | ---- | ---------------------------- | ----------- | ------ | ---- |
| 1        | 1    | Daniela Gaxiola              | Messico     | X      | Q    |
| 1        | 2    | Miriam Vece                  | Italia      | +0"004 |      |
| 1        | 3    | Julie Nicolaes               | Belgio      | +0"509 |      |
| 2        | 1    | Taky Marie-Divine Kouamé     | Francia     | X      | Q    |
| 2        | 2    | Marlena Karwacka             | Polonia     | +0"065 |      |
| 2        | 3    | Stefany Cuadrado             | Colombia    | +1"258 |      |
| 3        | 1    | Steffie van der Peet         | Paesi Bassi | X      | Q    |
| 3        | 2    | Yuli Verdugo                 | Messico     | +0"001 |      |
| 3        | 3    | Bao Shanju                   | Cina        | +0"127 |      |
| 4        | 1    | Lauriane Genest              | Canada      | X      | Q    |
| 4        | 2    | Nurul Izzah Izzati Mohd Asri | Malaysia    | +0"059 |      |
| 4        | 3    | Riyu Ohta                    | Giappone    | +0"326 |      |
| Fonte:   |      |                              |             |        |      |

### Sedicesimi di finale
| Batteria | Pos. | Atleta                   | Nazione       | Gap    | Note |
| -------- | ---- | ------------------------ | ------------- | ------ | ---- |
| 1        | 1    | Lea Friedrich            | Germania      | X      | Q    |
| 1        | 2    | Lauriane Genest          | Canada        | +0"220 | R    |
| 2        | 1    | Emma Finucane            | Gran Bretagna | X      | Q    |
| 2        | 2    | Steffie van der Peet     | Paesi Bassi   | +0"127 | R    |
| 3        | 1    | Ellesse Andrews          | Nuova Zelanda | X      | Q    |
| 3        | 2    | Taky Marie-Divine Kouamé | Francia       | +0"146 | R    |
| 4        | 1    | Sophie Capewell          | Gran Bretagna | X      | Q    |
| 4        | 2    | Daniela Gaxiola          | Messico       | +0"077 | R    |
| 5        | 1    | Mathilde Gros            | Francia       | X      | Q    |
| 5        | 2    | Martha Bayona            | Colombia      | +0"016 | R    |
| 6        | 1    | Emma Hinze               | Germania      | X      | Q    |
| 6        | 2    | Kristina Clonan          | Australia     | +0"087 | R    |
| 7        | 1    | Mina Sato                | Giappone      | X      | Q    |
| 7        | 2    | Kelsey Mitchell          | Canada        | +0"042 | R    |
| 8        | 1    | Hetty van de Wouw        | Paesi Bassi   | X      | Q    |
| 8        | 2    | Shaane Fulton            | Nuova Zelanda | +0"001 | R    |
| Fonte:   |      |                          |               |        |      |

### Sedicesimi di finale - Ripescaggi
| Batteria | Pos. | Atleta                   | Nazione       | Gap    | Note |
| -------- | ---- | ------------------------ | ------------- | ------ | ---- |
| 1        | 1    | Shaane Fulton            | Nuova Zelanda | X      | Q    |
| 1        | 2    | Lauriane Genest          | Canada        | +0"179 |      |
| 2        | 1    | Kelsey Mitchell          | Canada        | X      | Q    |
| 2        | 2    | Steffie van der Peet     | Paesi Bassi   | +0"070 |      |
| 3        | 1    | Kristina Clonan          | Australia     | X      | Q    |
| 3        | 2    | Taky Marie-Divine Kouamé | Francia       | +0"860 |      |
| 4        | 1    | Martha Bayona            | Colombia      | X      | Q    |
| 4        | 2    | Daniela Gaxiola          | Messico       | +0"131 |      |
| Fonte:   |      |                          |               |        |      |

### Ottavi di finale
| Batteria | Pos. | Atleta            | Nazione       | Gap    | Note |
| -------- | ---- | ----------------- | ------------- | ------ | ---- |
| 1        | 1    | Lea Friedrich     | Germania      | X      | Q    |
| 1        | 2    | Martha Bayona     | Colombia      | +0"091 | R    |
| 2        | 1    | Emma Finucane     | Gran Bretagna | X      | Q    |
| 2        | 2    | Kristina Clonan   | Australia     | +0"658 | R    |
| 3        | 1    | Ellesse Andrews   | Nuova Zelanda | X      | Q    |
| 3        | 2    | Kelsey Mitchell   | Canada        | +0"116 | R    |
| 4        | 1    | Sophie Capewell   | Gran Bretagna | X      | Q    |
| 4        | 2    | Shaane Fulton     | Nuova Zelanda | +0"004 | R    |
| 5        | 1    | Hetty van de Wouw | Paesi Bassi   | X      | Q    |
| 5        | 2    | Mathilde Gros     | Francia       | +0"245 | R    |
| 6        | 1    | Emma Hinze        | Germania      | X      | Q    |
| 6        | 2    | Mina Sato         | Giappone      | +0"032 | R    |
| Fonte:   |      |                   |               |        |      |

### Ottavi di finale - Ripescaggi
| Batteria | Pos. | Atleta          | Nazione       | Gap    | Note |
| -------- | ---- | --------------- | ------------- | ------ | ---- |
| 1        | 1    | Martha Bayona   | Colombia      | X      | Q    |
| 1        | 2    | Mathilde Gros   | Francia       | +0"027 |      |
| 1        | 3    | Shaane Fulton   | Nuova Zelanda | +0"276 |      |
| 2        | 1    | Kelsey Mitchell | Canada        | X      | Q    |
| 2        | 2    | Mina Sato       | Giappone      | +0"111 |      |
| 2        | 3    | Kristina Clonan | Australia     | +0"295 |      |
| Fonte:   |      |                 |               |        |      |

### Quarterfinals
| Batteria | Pos. | Atleta            | Nazione       | Gara 1 | Gara 2 | Gara 3 | Note |
| -------- | ---- | ----------------- | ------------- | ------ | ------ | ------ | ---- |
| 1        | 1    | Lea Friedrich     | Germania      | X      | X      |        | SF   |
| 1        | 2    | Kelsey Mitchell   | Canada        | +0"217 | +0"052 |        | F5-8 |
| 2        | 1    | Emma Finucane     | Gran Bretagna | X      | X      |        | SF   |
| 2        | 2    | Martha Bayona     | Colombia      | +0"076 | +0"147 |        | F5-8 |
| 3        | 1    | Ellesse Andrews   | Nuova Zelanda | X      | X      |        | SF   |
| 3        | 2    | Emma Hinze        | Germania      | +0"048 | +0"036 |        | F5-8 |
| 4        | 1    | Hetty van de Wouw | Paesi Bassi   | X      | X      |        | SF   |
| 4        | 2    | Sophie Capewell   | Gran Bretagna | +0"088 | +0"140 |        | F5-8 |
| Fonte:   |      |                   |               |        |        |        |      |

### Piazzamento 5–8
| Pos    | Atleta          | Nazione       | Gap    | Note |
| ------ | --------------- | ------------- | ------ | ---- |
| 5      | Sophie Capewell | Gran Bretagna |        |      |
| 6      | Emma Hinze      | Germania      | +0"064 |      |
| 7      | Martha Bayona   | Colombia      | +0"092 |      |
| 8      | Kelsey Mitchell | Canada        | +0"493 |      |
| Fonte: |                 |               |        |      |

### Semifinali
| Batteria | Pos. | Atleta            | Nazione       | Gara 1 | Gara 2 | Gara 3 | Note |
| -------- | ---- | ----------------- | ------------- | ------ | ------ | ------ | ---- |
| 1        | 1    | Lea Friedrich     | Germania      | +0"014 | X      | X      | QG   |
| 1        | 2    | Hetty van de Wouw | Paesi Bassi   | X      | +0"053 | +0"151 | QB   |
| 2        | 1    | Ellesse Andrews   | Nuova Zelanda | X      | X      |        | QG   |
| 2        | 2    | Emma Finucane     | Gran Bretagna | +0"096 | +0"050 |        | QB   |
| Fonte:   |      |                   |               |        |        |        |      |

### Finali
| Posizione                 | Atleta            | Nazione       | Gara 1 | Gara 2 | Gara 3 |
| ------------------------- | ----------------- | ------------- | ------ | ------ | ------ |
| Finale medaglia d'oro     |                   |               |        |        |        |
| Oro                       | Ellesse Andrews   | Nuova Zelanda | X      | X      |        |
| Argento                   | Lea Friedrich     | Germania      | +0"095 | +0"624 |        |
| Finale medaglia di bronzo |                   |               |        |        |        |
| Bronzo                    | Emma Finucane     | Gran Bretagna | X      | X      |        |
| 4                         | Hetty van de Wouw | Paesi Bassi   | +0"237 | +0"160 |        |
| Fonte:                    |                   |               |        |        |        |